# Jagera
Jagera es un género de 4 especies de pequeños árboles perteneciente a la familia Sapindaceae. Tres se encuentran en la selva lluviosa del este de Australia, el otro se encuentra en las Molucas y Nueva Guinea.
El más conocido es  J. pseudorhus conocido debido a que cuando llueve con fuerza las saponinas de su corteza produce espuma jabonosa. Los indígenas la utilizaban para envenenar el agua cuando iban de pesca.

## Especies
- Jagera pseudorhus
- Jagera speciosa